# Latrodectus bishopi
Espèce
Synonymes
- Latrodectus mactans bishopi[1]

Latrodectus bishopi est une espèce d'araignées aranéomorphes de la famille des Theridiidae. Elle est parfois appelée Veuve rouge.

## Nomenclature
Cette espèce est nommée en l'honneur de Marshall B. Bishop.

## Description

Deux Latrodectus bishopi, position d'accouplement, mâle en noir, femelle en blanc (vue latérale).

Deux Latrodectus bishopi, position d'accouplement, mâle en noir, femelle en blanc (vue ventrale).

Le mâle décrit par McCrone et Levi en 1964 mesure 4,2 mm et la femelle 8,5 mm.

## Distribution
Cette espèce est endémique de la Floride,.

## Particularités
Après l’accouplement, les mâles sollicitent à plusieurs reprises les chélicères de leur partenaire, qui finit par les dévorer.

## Publication originale
- (en) B. J. Kaston, « Notes on a new variety of black widow spider from southern Florida », The Florida Entomologist, vol. XXI, no 4,‎ 1938, p. 60-62 (ISSN 0015-4040, e-ISSN 1938-5102, lire en ligne [PDF], consulté le 25 mai 2020).